# 세미초등학교
세미초등학교는 대한민국 경기도 오산시에 있는 공립 초등학교이다.

## 학교 연혁
- 2012.07.10 오산세미초등학교 인가
- 2014.11.01 세미초등학교 5학급 개교
- 2014.11.01 초대 문대식 교장 부임
- 2015.03.01 세미초등학교 8학급, 병설유치원 3학급 편성
- 2015.03.16 세미초등학교 9학급 편성(1학급 증설)